# Gordius de Césarée
Gordius, Gordianus ou Gordias de Césarée était un centurion romain. Il est mort martyr à Césarée de Cappadoce, sous la persécution de Dioclétien. Fête le 3 janvier.
Il est connu par une mention de saint Basile de Césarée qui a dit de lui qu'il était un émule du centurion présent près de la croix. Il a été condamné à être décapité pour avoir confessé sa foi chrétienne.
On lui ordonna un jour de participer aux tortures infligées aux chrétiens de Césarée. Il préféra se dépouiller des insignes de sa charge et s'enfuir dans la montagne pour y vivre en ermite. "Tel le prophète Élie réfugié au mont Horeb (I Rois 18), il purifia l'œil de son cœur par les jeûnes, les veilles, la prière et la constante méditation de la parole de Dieu, et obtint de voir Dieu autant qu'il est possible à l'homme." 
Puis il retourna en ville accomplir son martyre. Après un jugement, il fut conduit en dehors de la ville, accompagné par une grande foule, et décapité

## Citation
Pourquoi vouloir gagner quelques jours de vie sur terre en me privant de l'éternité.

## Note
1. ↑  Macaire de Simonospétra, Synaxaire, Vies des saints de l'Église orthodoxe (en français), éditions To perivoli tis Panaghias, Thessalonique 1988.

## Sources
- Nominis
- Calendrier liturgique orthodoxe 2003, éditions SOP, Courbevoie, 2002.
- Macaire de Simonospétra, Synaxaire, Vies des saints de l'Église orthodoxe (en français), éditions To perivoli tis Panaghias, Thessalonique 1988.